# Actias isis
Actias isis (лат.) — вид бабочек из семейства павлиноглазок.

## Распространение
Встречается в Индонезии на Сулавеси и, возможно, на прилегающих островах.

## Описание

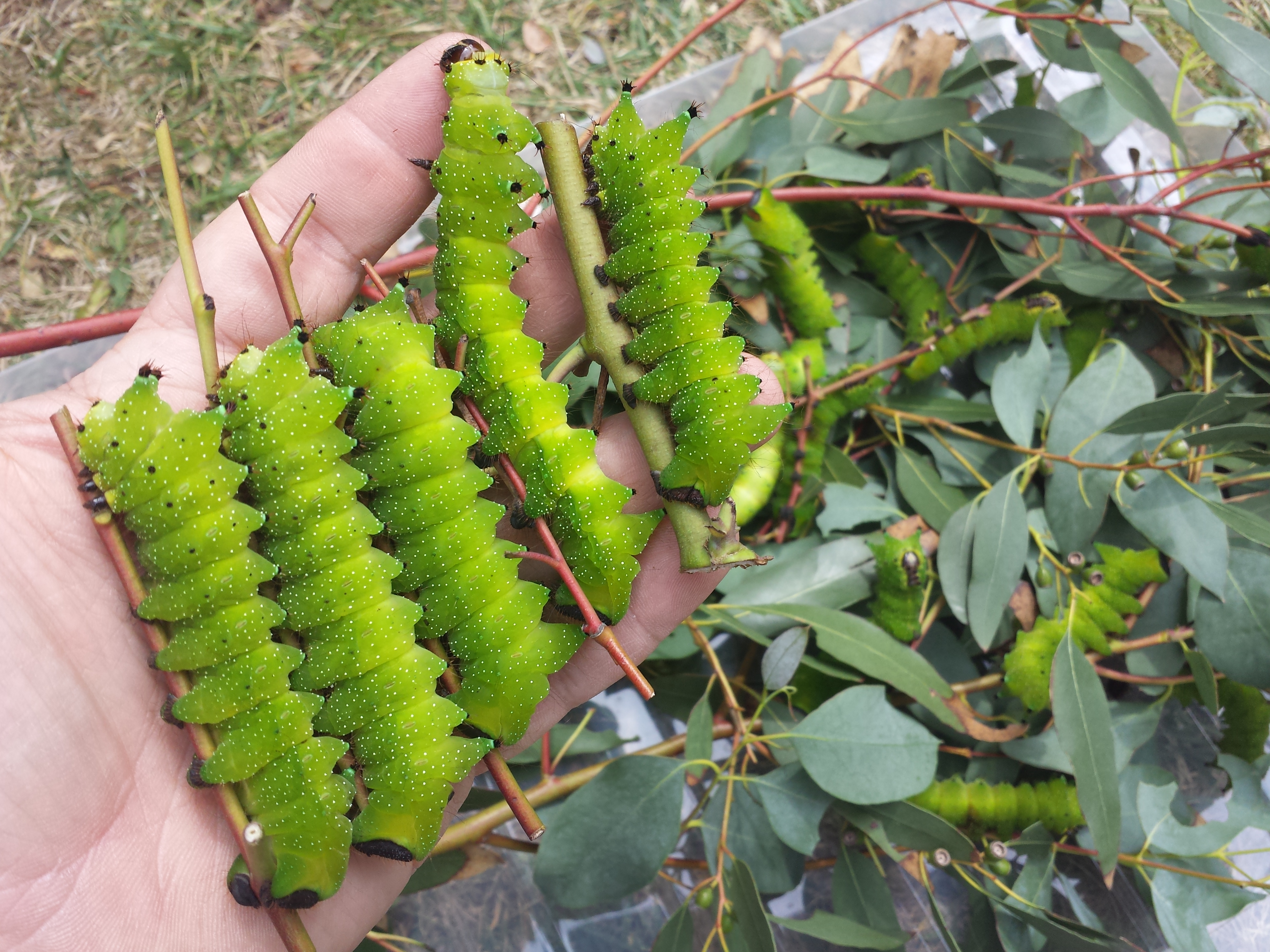
Гусеницы пятого возраста

Размах крыльев бабочки около 130 мм. Тело вальковатое, густо опушенное. Каждое крыло несет крупное дискоидное «глазчатое» пятно. Задние крылья с лировидно вытянутыми анальными углами, в виде хвостов, которые поддерживаются удлинёнными и изогнутыми жилками крыла. Усики перистые, с двумя парами выростов на каждом членике, у самок выросты значительно короче, чем у самцов.  Ноги укороченные; голени задних ног с 2—3 шпорами.
Сумеречные и ночные бабочки, самцы более активны, у некоторых видов летают днём. Самцы обладают исключительным обонянием, с помощью которого способны отыскивать самок по выделяемым ими феромонам на расстоянии до 1 км и более.
Яйца охристой окраски с серовато-коричневыми пятнами длиной до 3 мм. К субстрату яйца прикрепляются красновато-коричневыми секретом. Развитие гусениц проходит в пять стадий. Только что вышедшие из яйца личинки чёрные. Гусеницы последнего возраста желтовато-зеленые, переднегрудь белая с двумя чёрными глазчатыми пятнами. Куколка чёрная длиной 4-5 см. Вокруг неё образуется кокон. К кокону куколка прикреплена крючковатыми шипами кремастера.

## Образ жизни
Гусеницы питаются на различных широколиственных деревьях: бирючина, эвкалипт Ганна, сумах, земляничное дерево, ликвидамбар, боярышник, яблоня лесная, дуб и ива.

## Классификация
Выделяют два подвида
- Actias isis isis  (Sonthonnax, 1897)
- Actias isis pelengensis Paukstadt et Paukstadt, 2014